# Georgine Tangl
Georgine Tangl (* 17. Mai 1893 in Wien; † 22. November 1972 in München) war eine österreichische Historikerin.
Die Tochter von Michael Tangl siedelte frühzeitig von Wien nach Marburg und dann nach Berlin über. Dort besuchte sie von 1905 bis 1911 das Gymnasium. 1911 begann sie an der Universität Berlin, wo ihr Vater als Professor für Geschichte lehrte, das Studium in Geschichte, Latein und Griechisch. Tangl promovierte bei Dietrich Schäfer über Die Teilnehmer bei den allgemeinen Konzilien des Mittelalters. 1917 erfolgte die Prüfung für das Lehramt an höheren Schulen.
Von 1924 bis 1959 war sie als Studienrätin am staatlichen Augusta-Mädchengymnasium tätig. Neben ihrer schulischen Arbeit blieb sie weiterhin wissenschaftlich tätig. Zunächst setzte sie die Forschungsrichtung ihres Vaters fort und behandelte Themen aus der Papstdiplomatik. 1923 erschien ihre Übersetzung Das Register Innocenz’ III. über die Reichsfrage. 1929 folgten Studien zum Register Innocenz’ III. 1940 wurde sie Mitarbeiterin der Monumenta Germaniae Historica (MGH), wo sie die Ausgabe der Chroniken Bernolds übernahm. 1961 siedelte sie zu den MGH nach München über und setzte die Arbeit an der schon 1940 übernommenen Ausgabe der Chroniken Bertholds und Bernolds fort. Diese Aufgabe beschäftigte sie bis an ihr Lebensende.

## Schriften
Monographien
- Studien zum Register Innocenz’ III., Böhlau, Weimar 1929.
- Die Teilnehmer an den allgemeinen Konzilien des Mittelalters. 2., unveränderte Auflage, Reprografischer Nachdruck der 1. Auflage, Wissenschaftliche Buchgesellschaft, Darmstadt 1969.

Quellenausgabe
- Das Register Innocenz über die Reichsfrage 1189–1209 (= Die Geschichtschreiber der deutschen Vorzeit. Band 95). Dyk, Leipzig 1923